# Thỏ đồng
Lepus là một chi thỏ trong họ Leporidae, bộ Thỏ. Chi này được Linnaeus miêu tả năm 1758. Loài điển hình của chi này là Lepus timidus Linnaeus, 1758.

## Các loài
Chi này gồm 32 loài:
- Chi Lepus[1]
  - Phân chi Macrotolagus

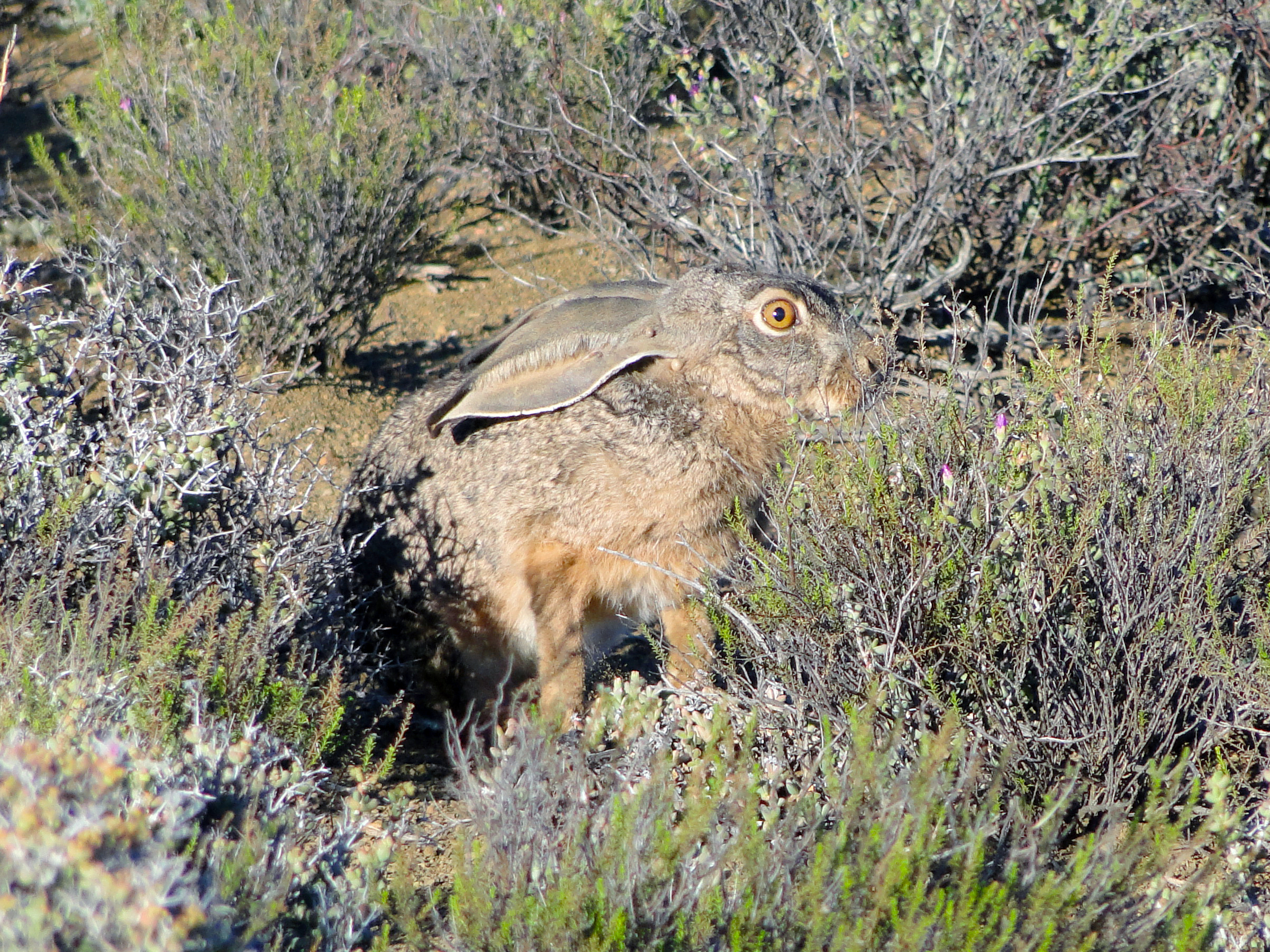
Lepus capensis

    - Antelope jackrabbit, Lepus alleni

  - Phân chi Poecilolagus
    - Snowshoe hare, Lepus americanus

  - Phân chi Lepus
    - Thỏ rừng Bắc Cực, Lepus arcticus
    - Thỏ rừng Alaska, Lepus othus
    - Thỏ rừng, Lepus timidus

  - Phân chi Proeulagus
    - Thỏ rừng đuôi đen, Lepus californicus
    - White-sided Jackrabbit, Lepus callotis
    - Cape hare, Lepus capensis
    - Tehuantepec Jackrabbit, Lepus flavigularis
    - Thỏ rừng đen, Lepus insularis
    - Scrub Hare, Lepus saxatilis
    - Thỏ sa mạc, Lepus tibetanus
    - Tolai Hare, Lepus tolai

  - Phân chi Eulagos
    - Broom Hare, Lepus castroviejoi
    - Thỏ rừng Vân Nam, Lepus comus
    - Thỏ rừng Hàn Quốc, Lepus coreanus
    - Corsican hare, Lepus corsicanus
    - Thỏ rừng châu Âu, Lepus europaeus
    - Thỏ rừng Granada, Lepus granatensis
    - Manchurian Hare, Lepus mandschuricus
    - Woolly hare, Lepus oiostolus
    - Thỏ rừng cao nguyên Ethiopia, Lepus starcki
    - Thỏ rừng đuôi trắng, Lepus townsendii

  - Phân chi Sabanalagus
    - Thỏ rừng Ethiopia, Lepus fagani
    - Thỏ rừng Savan châu Phi, Lepus microtis

  - Phân chi Indolagus
    - Thỏ rừng Hải Nam, Lepus hainanus
    - Thỏ rừng Ấn Độ, Lepus nigricollis
    - Thỏ rừng Miến Điện, Lepus peguensis

  - Phân chi Sinolagus
    - Thỏ rừng Trung Quốc, Lepus sinensis

  - Phân chi Tarimolagus
    - Thỏ rừng Yarkand, Lepus yarkandensis

  - Phân chi incertae sedis
    - Thỏ rừng Nhật Bản, Lepus brachyurus
    - Thỏ rừng Abyssinie, Lepus habessinicus

## Hình ảnh

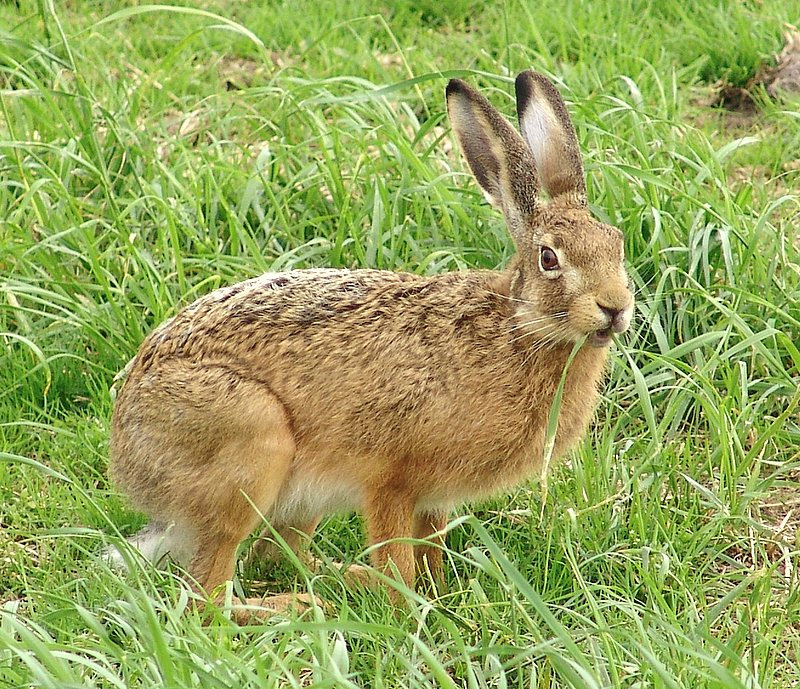
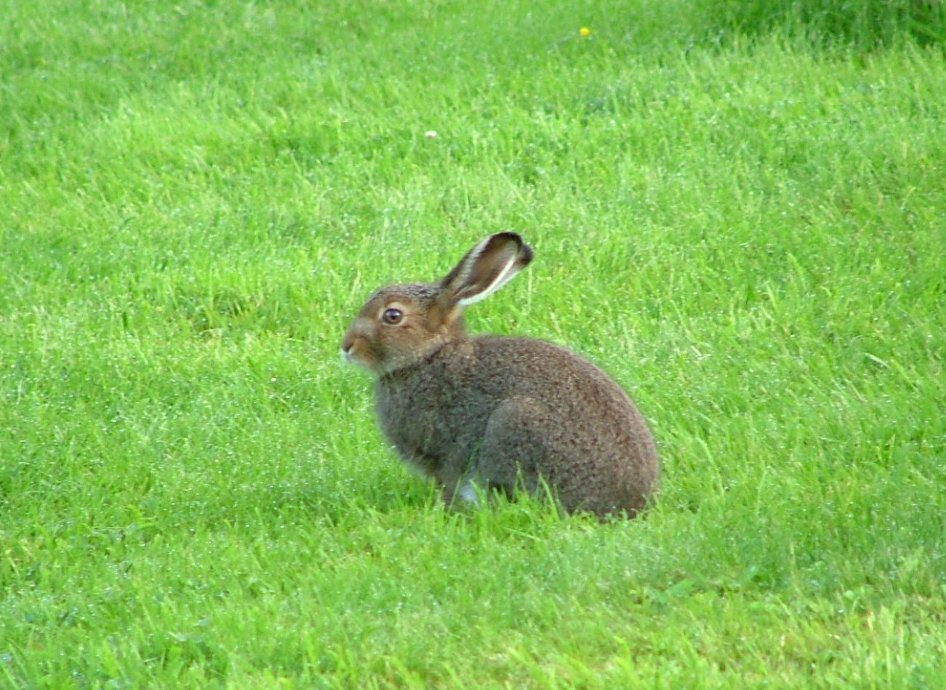
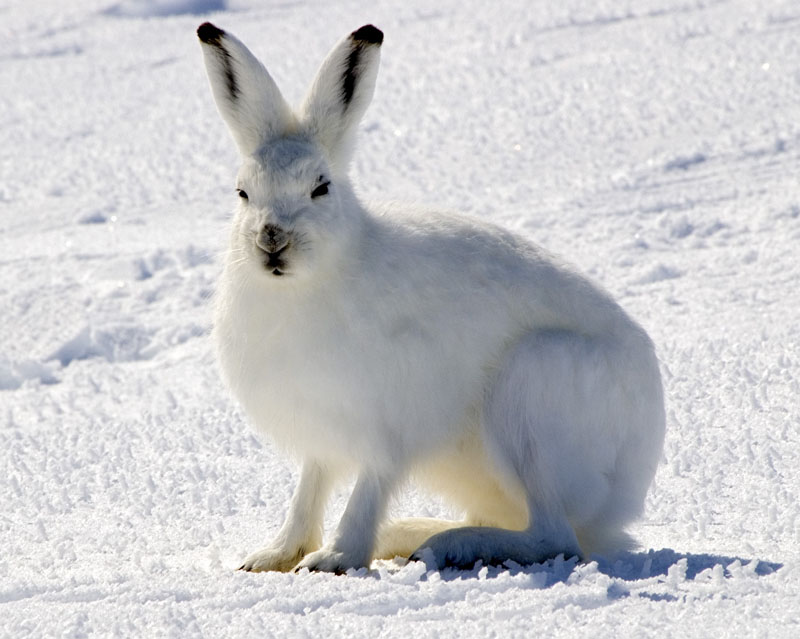
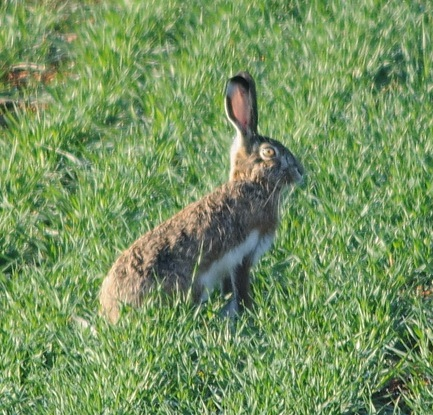